# Tomáš Drucker
Tomáš Drucker (Bratislava, 20 luglio 1978) è un politico slovacco.
Dal 23 marzo 2016 al 22 marzo 2018 ha ricoperto l'incarico di Ministro della Sanità della Repubblica Slovacca nel Governo Fico III. Dal 22 marzo 2018 al 21 marzo 2020 è stato ministro dell'Interno nel Governo Pellegrini. Dal 25 ottobre 2023 è ministro dell'Istruzione, della Scienza e della Ricerca nel Governo Fico IV.